# 홍옥성
홍옥성(1984년 2월 16일~)은 조선민주주의인민공화국의 전직 유도 선수이다. 2004년 하계 올림픽 여자 하프미들급 종목에 참가했다.